# Djibril Dianessy
Djibril Dianessy (Bondy, 29 marzo 1996) è un calciatore francese, attaccante del Vardar.

## Caratteristiche tecniche
È un'ala destra.

## Carriera
Cresciuto nel settore giovanile del Tolosa, ha trascorso due stagioni con la formazione riserve in quinta divisione collezionando 41 presenze. Nel 2016 è stato ceduto in Olanda al Fortuna Sittard., con cui ha trascorso due stagioni in seconda divisione e successivamente tre stagioni in prima divisione.
Nel 2024 si è trasferito al Vardar, club della prima divisione macedone.

## Statistiche
Statistiche aggiornate al 5 dicembre 2020.

### Presenze e reti nei club
| Stagione        | Squadra         | Campionato      | Campionato | Campionato | Coppe nazionali | Coppe nazionali | Coppe nazionali | Coppe continentali | Coppe continentali | Coppe continentali | Altre coppe | Altre coppe | Altre coppe | Totale | Totale | Totale |
| Stagione        | Squadra         | Comp            | Pres       | Reti       | Comp            | Pres            | Reti            | Comp               | Pres               | Reti               | Comp        | Pres        | Reti        | Pres   | Reti   |        |
| --------------- | --------------- | --------------- | ---------- | ---------- | --------------- | --------------- | --------------- | ------------------ | ------------------ | ------------------ | ----------- | ----------- | ----------- | ------ | ------ | ------ |
| 2014-2015       | Tolosa 2        | CFA2            | 21         | 7          |                 | -               | -               |                    | -                  | -                  |             | -           | -           | 21     | 7      |        |
| 2015-2016       | Tolosa 2        | CFA2            | 20         | 6          |                 | -               | -               |                    | -                  | -                  |             | -           | -           | 20     | 6      |        |
| 2016-2017       | Fortuna Sittard | 1D              | 35         | 7          | CO              | 0               | 0               |                    | -                  | -                  |             | -           | -           | 35     | 7      |        |
| 2017-2018       | Fortuna Sittard | 1D              | 29         | 11         | CO              | 2               | 2               |                    | -                  | -                  |             | -           | -           | 31     | 13     |        |
| 2018-2019       | Fortuna Sittard | ED              | 2          | 0          | CO              | 0               | 0               |                    | -                  | -                  |             | -           | -           | 2      | 0      |        |
| 2019-2020       | Fortuna Sittard | ED              | 0          | 0          | CO              | 0               | 0               |                    | -                  | -                  |             | -           | -           | 0      | 0      |        |
| 2020-2021       | Fortuna Sittard | ED              | 4          | 0          | CO              | 0               | 0               |                    | -                  | -                  |             | -           | -           | 4      | 0      |        |
| Totale carriera | Totale carriera | Totale carriera | 111        | 31         |                 | 2               | 2               |                    | -                  | -                  |             | -           | -           | 113    | 33     |        |

## Palmarès

### Club

#### Competizioni nazionali
- Coppa di Macedonia: 1

Vardar: 2024-2025